# Григсвил (Илиноис)
Григсвил (енгл. Griggsville) град је у америчкој савезној држави Илиноис. По попису становништва из 2010. у њему је живело 1.226 становника.

## Демографија
Према попису становништва из 2010. у граду је живело 1.226 становника, што је 32 (2,5%) становника мање него 2000. године.
| Група             | 2000.         | 2010.         |
| Белци             | 1.247 (99,1%) | 1.203 (98,1%) |
| Афроамериканци    | 2 (0,2%)      | 1 (0,1%)      |
| Азијати           | 1 (0,1%)      | 0 (0,0%)      |
| Хиспаноамериканци | 3 (0,2%)      | 15 (1,2%)     |
| Укупно            | 1.258         | 1.226         |